# 張吉士
張吉士（17世紀—1650年代），字松霞，山東濟南府德州平原縣人，明末清初政治人物。

## 生平
張吉士是崇禎六年（1633年）山東鄉試舉人，崇禎十三年（1640年）成進士，獲授武功知縣；當時流寇和軍隊接連騷動，他外調糧食、內謀守禦，又照顧遺民，縣內得以安枕。十六年轉任平陽推官，十七年明亡後投降清朝。
之後張吉士擔任清朝的兵部職方司郎中，順治七年（1650年）陞為浙江屯田水利道僉事，調任山東屯田水利道，同年再改任浙江督糧道僉事，漕弊為之一清；十年（1653年）轉為嘉湖兵備道僉事，哭母而卒。他博覽羣書，兼學為用，《性理》、《通鑑》、《史傳》等書也有評纂。

## 引用
1. 1 2  乾隆《平原縣志·卷八·人物》：張吉士，字松霞，性至孝，侍父疾五年無息色。以進士令武功，時山寇竊發，戎馬繹騷，吉士外調芻饟、內畫守禦、撫戢遺黎，邑以安枕。晉職方郎，歷浙江督糧道，漏巵盡杜，漕弊一清；補嘉湖兵備，以哭母卒。吉士博極羣書，學兼體用，《性理》、《通鑑》、《史傳》俱有評纂。
2. ↑  乾隆《平原縣志·卷七·選舉》：崇禎 張吉士 癸酉科（舉人），詳進士
3. ↑  錢海岳《南明史·卷八十九·列傳第六十五》：（同田時震）時山西疆吏（遺臣）：張吉士，平原人，崇禎十三年進士。平陽推官，降。
4. ↑  《清世祖章皇帝實錄·卷四十八》：（順治七年三月乙卯）（兵部郎中）張吉士為浙江按察使司僉事屯田水利道。
5. ↑  《清世祖章皇帝實錄·卷四十九》：（順治七年七月辛未）山東屯田水利道僉事張吉士。為浙江督糧道。
6. ↑  《清世祖章皇帝實錄·卷七十六》：（順治十年六月乙卯）原任浙江督糧道僉事張吉士。為浙江按察使司僉事嘉湖道。